# Rayman
Rayman er hovedpersonen i serie platformspil, udviklet af Ubisoft til computer og diverse spillekonsoler. Karakteren Rayman kan kendes på sit karakteristiske blonde hår, røde halstørklæde, gule sko og hvide handsker. Raymans hænder og fødder svæver rundt om hans krop, han har altså ingen ben og arme. Rayman er skabt af den franske spildesigner Michael Ancel, og det første Rayman spil udkom i 1995 med titlen Rayman først til Atari Jaguar, Sony Playstation og Sega Saturn og året efter til PC (MS-DOS).